# Морской волчонок
«Морской волчонок» (англ. The Boy Tar) — повесть английского писателя Томаса Майна Рида, впервые опубликована в 1859 году. В книге описываются приключения двенадцатилетнего Филиппа Форстера, путешествующего из Англии в Перу в трюме торгового корабля.

## Сюжет
Повествование ведётся от имени главного героя, отставного старого шкипера Форстера. Его рассказ можно разделить на 2 части: жизнь до путешествия (главы I—XIX) и, собственно, путешествие (XX — LXII). Из первой части мы узнаем о любви юного Форстера к морю и об опасностях, которые оно ему готовит: как он тонет, как его уносит в море подводным течением, как пересиживает прилив на сигнальном столбе. Филипп оригинально выходит из любой ситуации, и с каждым новым испытанием его тяга к воде только увеличивается. Именно эта тяга и приводит его на борт «Инки», торгового судна, куда он проникает втайне от команды. Тщательно укрывшись в трюме корабля, мальчик оказывается «заживо погребённым» среди тюков с грузом и, чтобы спастись, вынужден постоянно бороться с жаждой, голодом, судовыми крысами, морской болезнью, одиночеством, боязнью темноты и даже с испарениями спирта. Ему приходится использовать все свои знания и умения, чтобы пробить себе путь наверх, к свободе.
Даже самое яркое воображение не способно представить мучений жажды: нужно испытать их самому, чтоб судить о них. Вы можете судить о жестокости этих страданий по тому, что люди, которых мучит жажда, ничем не брезгуют, чтобы утолить её.